# RIPE Network Coordination Centre

RIPE-Logo vertikal

Das Réseaux IP Européens Network Coordination Centre (RIPE NCC) ist eine Regional Internet Registry (RIR) und zuständig für die Vergabe von IP-Adressbereichen und AS-Nummern in Europa, dem Nahen Osten und Teilen von Zentralasien. Es hat seinen Sitz in Amsterdam, Niederlande, sowie eine Zweigstelle in Dubai, Vereinigte Arabische Emirate.
Die Organisation wurde 1992 in Amsterdam als Non-Profit-Organisation gegründet. Übergeordnete Organisationen sind RIPE, welche die Handlungsrichtlinien für RIPE NCC festlegt, und ICANN für alle Fragen zu IP-Adressbereichen und AS-Nummern. 
Zur Vergabe von IPv4-Adressen hat die ICANN dem RIPE NCC 35 /8-Netze zugeteilt (entspricht insgesamt 35·224 = 587.202.560 IPv4-Adressen). Aus diesen Bereichen werden Adressblöcke an Local Internet Registries (LIR) zugewiesen, die ihrerseits ihre eigene Infrastruktur damit adressieren oder/und Endkunden bedienen. Zudem administriert es sieben /8-Netze im Status LEGACY, welche bereits vor Einführung der RIRs zugeteilt wurden. Ab dem 14. September 2012 vergab RIPE NCC an bestehende oder neue LIRs nur noch einen /22-IPv4-Adressblock (also 1024 IPv4-Adressen). Dieser Adressbereich wurde am 25. November 2019 aufgebraucht. Seitdem vergibt RIPE NCC IPv4-Adressen nur noch per Warteliste aus Rückläufern.
Die Organisation listet auf ihrer Website alle vorhandenen LIRs nach Ländern geordnet auf. Eine Privatperson, eine Firma oder eine sonstige Organisation, die IP-Adressen benötigt, muss sich an eine LIR wenden oder selbst zum Erhalt des LIR-Status bei der RIPE-Mitglied werden. RIPE NCC finanziert sich aus den Beiträgen der angeschlossenen Mitglieder, meist Internet Service Provider, Hochschulen und Großunternehmen der IT-Branche.
Neben der Zuweisung von Adressblöcken ist RIPE NCC auch für die Datenbank verantwortlich, die alle von RIPE NCC verwalteten Objekte (IP-Adressbereiche, AS-Nummern etc.) enthält. Über den auf der Website zugänglichen Whois-Dienst kann jedermann ermitteln, wem ein von der RIPE zugewiesener Adressbereich zugeordnet ist. Zu jedem Adressbereich sind dort Informationen wie Besitzer, Ansprechpartner sowie deren Postanschriften, E-Mail-Adressen und Telefonnummern hinterlegt.

Die fünf Regional Internet Registries; der gelbe Bereich umfasst die Zuständigkeit des RIPE NCC

RIPE NCC ist eine von fünf Regional Internet Registries. Im Oktober 2003 wurde von diesen RIRs die Number Resource Organization (NRO) gegründet, die der internen Koordination und Kommunikation dient sowie die Interessen der RIRs gegenüber ICANN vertritt.

## Aufgaben
- Vergabe von IP-Adressen und AS-Nummern
- Betrieb und Weiterentwicklung der Whois-Datenbank
- Betrieb des DNS K-Root-Servers
- Delegation von Reverse DNS Domains.
- Koordination ENUM Zuweisung